# ديدان فكية
ديدان فكية (الاسم العلمي: Gnathostomulids)، شعبة صغيرة من الحيوانات البحرية المائية. تسكن في الرمال والطين تحت المياه الساحلية الضحلة، ويمكنها البقاء على قيد الحياة في البيئات التي ينقص فيها الأكسجين. تم التعرف عليها لأول مرة ووصفت في عام 1956.